# Partei der Arbeitswilligen und Sozial Schwachen
El Partei der Arbeitswilligen und Sozial Schwachen (PASS, traducido al español; Partido de los Dispuestos a Trabajar y los Socialmente Desfavorecidos) fue un partido político alemán.

## Historia
El partido fue fundado el 13 de agosto de 1993 por antiguos miembros del SPD como  Arbeitslosenpartei Berlin. En su Congreso, el 24 de febrero de 1994, el nombre fue cambiado a Partei der Arbeitslosen und Sozial Schwachen (Partido de los Desempleados y los Socialmente Desfavorecidos). Desde 1996, su nombre fue Partei für Arbeit und soziale Sicherheit/Partei der Arbeitslosen und Sozial Schwachen (Partido para el Trabajo y la Seguridad Social / Partido de los Desempleados y Socialmente Vulnerables) y el 1 de octubre de 1998 fue renombrado nuevamente como en 1994. En 1998 contaba con alrededor de 700 miembros. En 2008, el partido cambió su nombre al definitivo. 
El partido se veía a sí mismo principalmente como un depósito para los desempleados y se consideraba un partido de protesta. Contaba con una organización estatal en Berlín.
Desde 2009 no se conocen actividades del partido, por lo que se le considera disuelto.

## Resultados electorales
El partido participó en las elecciones federales de 1994 y 1998 y en ambos casos obtuvo el 0,0%. No pudieron participar en las elecciones federales de 2009 debido a que la Comisión Federal Electoral les negó la condición de partido. Participó en las elecciones europeas de 1994 y 1999, llegando al 0,4% y 0,3%, respectivamente.

### Elecciones estatales
| Año  | Berlín | Bremen | Hesse | Mecklemburgo-Pomerania Occidental |
| ---- | ------ | ------ | ----- | --------------------------------- |
| 1994 |        |        |       | 0,5 %                             |
| 1995 | 0,6 %  | 0,2 %  |       |                                   |
| 1999 | 0,5 %  |        | 0,1 % |                                   |
| 2006 | 0,2 %  |        |       |                                   |